# Patrick Modiano
Pour les articles homonymes, voir Modiano.
Patrick Modiano est un écrivain français, né le 30 juillet 1945 à Boulogne-Billancourt.
Il est l'auteur d’une trentaine de romans primés par de nombreux prix prestigieux parmi lesquels le grand prix du roman de l'Académie française et le prix Goncourt. Axée sur l'intériorité, la répétition et la nuance, son œuvre romanesque se rapproche d'une forme d'autofiction par sa quête de la jeunesse perdue. Elle se centre essentiellement sur le Paris de l'Occupation et s'attache à dépeindre la vie d'individus ordinaires confrontés au tragique de l'histoire et agissant de manière aléatoire ou opaque.
Le 9 octobre 2014, son œuvre est couronnée par le prix Nobel de littérature pour « l'art de la mémoire avec lequel il a évoqué les destinées humaines les plus insaisissables et dévoilé le monde de l'Occupation », comme l'expliquent l'Académie suédoise, et son secrétaire perpétuel Peter Englund, qualifiant l'auteur de « Marcel Proust de notre temps »,,. Son œuvre est traduite en trente-six langues.

## Biographie

### Une courte jeunesse (1945-1956)
Jean Patrick Modiano naît dans une villa-maternité du Parc des Princes à Boulogne-Billancourt, 11, allée Marguerite ; il est le fils d'Albert Rodolphe Modiano (1912-1977), administrateur de sociétés,, et de Louisa Colpijn (1918-2015), « moitié hongroise, moitié belge », comédienne flamande arrivée à Paris en juin 1942, connue ultérieurement sous son nom d'actrice de cinéma belge Louisa Colpeyn.
Son père, Albert Rodolphe Modiano, orphelin à 4 ans, n'a pas connu son propre père, un aventurier toscan, Juif d'Alexandrie, né à Salonique (Grèce), d'une grande famille italo-juive de cette ville, qui s'établit en 1903 avec la nationalité espagnole, comme antiquaire à Paris, 5 rue de Châteaudun, après une première vie à Caracas. Élevé avec son frère, square Pétrelle puis square de la rue d'Hauteville, par une mère anglo-picarde, dans un certain abandon, c'est à l'âge de 30 ans qu'Albert Modiano rencontre dans le Paris occupé, en octobre 1942, Louisa Colpijn, alors traductrice à la Continental.
Τrafiquant de marché noir dans sa jeunesse, vivant dans le milieu des producteurs de cinéma originaires d'Europe centrale, Albert Modiano a été, juste avant la guerre et après quelques échecs dans la finance et le pétrole, gérant d'une boutique de bas et de parfums, sise 71 boulevard Malesherbes. Après sa démobilisation, il se trouve sous le coup de la loi du 3 octobre 1940 contre les juifs mais ne se déclare pas au commissariat comme il en a l'obligation. En février 1942, soit six mois avant le décret du 6 juin 1942 portant application de cette loi et organisant les déportations, il entre dans la clandestinité à la suite d'une rafle et après s'être évadé. Introduit dans ces circonstances par un ami banquier italien, ou par la maîtresse d'un de ses dirigeants, au bureau d'achat du Sicherheitsdienst (le service de renseignements de la SS) qu'il fournira par le marché noir, « Aldo Modiano » a, au moment de sa rencontre avec Louisa Colpijn, commencé d'accumuler une fortune qui durera jusqu'en 1947. Désormais protégé des arrestations, mais pas des poursuites, il s'installe début 1943 15 quai de Conti avec sa nouvelle compagne, là où vécut l'écrivain Maurice Sachs, qui y laissa sa bibliothèque. Le couple y mène la vie de château et fréquente la pègre, et cela jusqu'à la Libération, qui coïncide avec la naissance de leur fils aîné, Patrick.
L'enfant est confié à ses grands-parents maternels venus à Paris pour cela, renforçant chez lui le flamand comme langue maternelle. En septembre 1949, sa mère rentre de vacances à Biarritz sans lui, l'y laissant pour deux ans à la nourrice de son frère Rudy, né le 5 octobre 1947. C'est là qu'à cinq ans, il est baptisé, en l'absence de ses parents, et inscrit dans une école catholique. Début 1952, sa mère, rejetante qui souhaite assurer ses tournées en province, installe les deux frères à Jouy-en-Josas, où ils deviennent enfants de chœur, chez une amie dont la maison sert à des rendez-vous interlopes,. L'arrestation en février 1953 de cette amie pour cambriolage le ramène pour trois ans dans un foyer désuni. Les seuls signes d'attention lui viennent des prêtres et des dames qui assurent le catéchisme.
L'atmosphère particulière de cette enfance, entre l'absence de son père — au sujet duquel il entend des récits troubles — et les tournées de sa mère, le rend très proche de son frère Rudy. La mort de celui-ci à la suite d'une leucémie à l'âge de dix ans, en février 1957, sonne la fin de l'enfance. L'écrivain gardera une nostalgie marquée de cette période et dédiera ses premiers ouvrages, publiés entre 1967 et 1982, à ce frère disparu en une semaine.

### L'adolescence (1957-1962)
D'octobre 1956 à juin 1960, il est placé en pensionnat, avec d'autres adolescents de parents fortunés, à l'école du Montcel à Jouy-en-Josas, où la discipline et le fonctionnement militaires font de lui un fugueur récidiviste. De septembre 1960 à juin 1962, on l'éloigne un peu plus en le confiant aux pères du collège-lycée Saint-Joseph de Thônes, en Haute-Savoie, prison où il attrape la gale dans un linge rarement changé et éprouve avec ses camarades paysans la solidarité de la faim.
De retour en juillet 1961 d'une tournée ruineuse de vingt-deux mois à travers l'Espagne, sa mère trouve son père en ménage avec une blonde italienne en instance de divorce de vingt ans plus jeune que lui qu'il épouse un an plus tard. Ses parents vivent désormais chacun à un étage de leur duplex commun.
Soutenu depuis l'âge de quinze ans par Raymond Queneau, ami de sa mère rencontré en 1960, qui lui donne des leçons particulières de géométrie, il décroche son baccalauréat à Annecy en juin 1962, avec un an d'avance. Comme son père, il a l'ambition balzacienne de faire fortune mais en devenant écrivain. Toutefois, éthéromane, il abandonne définitivement les études à la rentrée suivante, en novembre 1962, en désertant l'internat du lycée Henri-IV à Paris où il a été inscrit en terminale « philosophie ». Sa belle-mère refuse de l'héberger chez elle, quai Conti, à moins de deux kilomètres  de là.
Il vient habiter, à la place de son père, chez sa mère. Là, neuf mois plus tôt, en février 1962, il connaît ses premières expériences amoureuses avec une amie de sa mère, de plus de dix ans son aînée. Pour subvenir aux besoins de cette mère qui n'a pas de contrat, il mendie auprès de son père, qui organise leurs rencontres à l'insu de sa nouvelle épouse.

### Vers l'âge adulte (1963-1966)
Ce n'est que dans le foyer d'une ancienne relation, baby sitter, et de son mari vétérinaire aux haras de Saint-Lô, qu'il peut goûter, le temps renouvelé de quelques vacances, un semblant de vie familiale. À partir de l'été 1963, toujours pour pallier l'impécuniosité de sa mère, il revend à des libraires des éditions remarquables volées chez des particuliers ou dans des bibliothèques. Trois ou quatre fois, la dédicace d'un grand auteur ajoutée de sa main augmente fortement la plus-value, falsification qui deviendra un jeu.
En septembre 1964, une inscription contre son gré en hypokhâgne au lycée Michel-Montaigne à Bordeaux, en forme de bannissement ourdi par sa belle-mère, se solde par une nouvelle fugue et une rupture avec son père qui durera près de deux ans. Le soir du 8 avril 1965, envoyé par sa mère chercher auprès de celui-ci un secours financier, il est emmené par la maréchaussée abusivement alertée par cette belle-mère. Son père, sans un mot pour lui, le dénonce au commissaire comme un « voyou ».
À la rentrée 1965, il s'inscrit à la Sorbonne en faculté de lettres pour prolonger son sursis militaire. Il n'assiste à aucun cours mais fréquente, à Saint-Germain des Prés, des adeptes du psychédélisme et du tourisme hippy à Ibiza. Il retrouve au Café de Flore les précurseurs du mouvement Panique auxquels il soumet son premier manuscrit. C'est donc à un connaisseur qu'en 1966 Le Crapouillot commande pour son « spécial LSD » un article évoquant la génération Michel Polnareff, premier texte publié de Patrick Modiano.
Le samedi, Raymond Queneau le reçoit chez lui à Neuilly pour un déjeuner hilare que prolonge durant l'après-midi une promenade dans Paris évocatrice de Boris Vian. En juin 1966, son père reprend contact avec lui mais c'est pour le persuader de devancer l'appel, ce qui se termine par un échange épistolaire acerbe. Libéré par sa majorité, Patrick Modiano ne reverra jamais son père qui meurt en 1977.

### L'écriture et la reconnaissance (1967–1978)
Dans une interview de Jacques Chancel, il se présente comme un admirateur des styles de Paul Morand et de Louis-Ferdinand Céline.
Sa rencontre avec Raymond Queneau est cruciale. Introduit par celui-ci dans le monde littéraire, Patrick Modiano a l'occasion de participer à des cocktails donnés par les éditions Gallimard. Il y publie son premier roman en 1967, La Place de l'Étoile, après en avoir fait relire le manuscrit à Queneau. À partir de cette année, il se consacre exclusivement à l'écriture.
Avec Hughes de Courson, camarade d'Henri-IV, il compose un album de chansons, Fonds de tiroirs, pour lesquelles ils espèrent trouver un interprète. Ιntroduit dans le show bizz, de Courson propose l'année suivante, en 1968, la chanson Étonnez-moi, Benoît…! à Françoise Hardy. Deux ans plus tard, ce sera L'Aspire-à-cœurs chantée par Régine. En mai 68, Modiano est sur les barricades mais en tant que journaliste pour Vogue.
Le 12 septembre 1970, il épouse Dominique Zehrfuss, fille de l'architecte du CNIT, Bernard Zehrfuss. De cette union naissent deux filles, Zina Modiano (1974), future réalisatrice, et Marie Modiano (1978), chanteuse et écrivain.
Dès son troisième roman, Les Boulevards de ceinture, le grand prix du roman de l'Académie française de l'année 1972 l'inscrit définitivement comme une figure de la littérature française contemporaine.
En 1973, il écrit, avec le réalisateur Louis Malle, le scénario du film Lacombe Lucien, dont le sujet est un jeune homme, désireux de rejoindre le maquis pendant l'Occupation, que le hasard fait basculer dans le camp de la Milice et de ceux qui ont emprisonné son père. Le scénario, publié chez Gallimard, est présenté par Modiano à l'émission Italiques. La sortie du film en janvier 1974 déclenche une polémique au sujet de l'absence de justification du parcours du personnage, ressentie comme un déni de l'engagement, voire une remise en cause de l'héroïsme, et provoque l'exil de Malle.
En 1975, il écrit le scénario et les dialogues du téléfilm Un innocent réalisé par Nadine Trintignant dans la série Madame le juge, où un rôle est donné à sa mère, Luisa Colpijn.
En 1977, Gérard Lebovici lui propose à nouveau d'écrire pour le cinéma un scénario sur Jacques Mesrine, avec Michel Audiard. Le film ne se fera pas mais il en restera une amitié durable pour ce dernier.
En novembre 1978, il parvient à la consécration avec son sixième roman, Rue des Boutiques obscures, qui reçoit le prix Goncourt.

## Thèmes

### Une histoire fantôme
Les romans de Patrick Modiano sont traversés par le thème de l'absence, de « la survie des personnes disparues, l’espoir de retrouver un jour ceux qu'on a perdus dans le passé », avec le goût de l'enfance trop vite effacée. Son œuvre littéraire est d'abord construite à partir de deux thèmes majeurs : la quête de l'identité (la sienne et celle de son entourage), ainsi que l'impuissance à comprendre les désordres, les mouvements de la société. Ce qui produit un phénomène où le narrateur se trouve presque toujours en observateur, subissant et essayant de trouver un sens aux nombreux événements qui se produisent devant lui, relevant des détails, des indices, qui pourraient éclaircir et constituer une identité.
Modiano (ou son narrateur) se montre parfois comme un véritable archéologue de la mémoire, relevant et conservant le moindre document, insignifiant au premier abord, afin de réunir des informations à propos de lui-même, de proches ou bien d'inconnus. Certaines pages sont travaillées de façon à sembler être écrites par un détective ou par un historiographe.
Autre obsession de Modiano, la période de l'Occupation allemande. Né en 1945, il ne l'a évidemment pas connue, mais il s'y réfère sans cesse à travers le désir de cerner la vie de ses parents durant cette période au point de se l'approprier et d'y plonger certains de ses personnages. L'évidente dualité idéologique de ses parents tend ainsi à faire émerger dans ses œuvres des protagonistes à la situation floue, aux limites et profils mal définis (notamment dans la première trilogie, dite « de l'Occupation », que composent ses trois premiers romans).

### La question du père
Le thème du père et de la paternité est central chez Patrick Modiano. D'abord parce qu'il constitue l'épicentre de tout un réseau de thèmes secondaires variables (l'absence, la trahison, l'hérédité…), mais aussi parce qu'il s'agit d'un élément d'autofiction déterminant l'ensemble de son univers romanesque. Ce thème est ainsi majoritairement présent comme toile de fond des récits de Modiano, et plus directement dans le récit autobiographique Un pedigree.
Albert Modiano reste une énigme sur divers points, et l'écriture permet à l'auteur de les développer de façon libératrice. De sa jeunesse, on ignore quasiment tout, hormis sa participation à quelques trafics. Durant l'Occupation, il vit dans l'illégalité complète et utilise une fausse identité (Henri Lagroua) qui lui permet de ne pas porter l'étoile jaune. Mais le plus troublant reste un épisode dans lequel, après avoir été pris dans une rafle, Albert Modiano est emmené à Austerlitz, annexe du camp de Drancy, pour un convoi. De façon surprenante, il sera rapidement libéré par un ami haut placé. L'identité de cet individu demeure floue. On suppose qu'il s'agit d'un membre de la Carlingue, et sans doute, selon les différentes évocations de Patrick Modiano, d'Eddy Pagnon, un des proches d'Henri Lafont, un des chefs de la Gestapo française.
Ayant pour habitude de rencontrer son fils dans des lieux hautement fréquentés, comme les halls de gares et d'hôtels, Albert Modiano est toujours préoccupé par de mystérieuses affaires.
Son fils décide à l'âge de dix-sept ans de ne plus le revoir. Il apprendra sa mort (jamais élucidée), sans jamais connaître le lieu de l'inhumation.

## Controverses
Dans Dora Bruder, considéré comme l'une de ses œuvres les plus importantes, il ne fait pas état de l'apport de Serge Klarsfeld à la préparation de l'écriture. Klarsfeld en est dépité et lui en fait part dans un courrier du 3 avril 1997.
Le roman Oublier Modiano de Marie Lebey (2011) crée une polémique avec l'écrivain qui n'admet pas de voir certains épisodes de sa vie romancée, en particulier la mort de son frère. L'avocat de Modiano écrit à l'éditeur de Marie Lebey pour lui dire combien l'écrivain a été choqué par ce texte qui lui rend pourtant hommage.

## Œuvre

### Romans et récits
- 1968 : La Place de l'Étoile — prix Roger-Nimier et prix Fénéon
- 1969 : La Ronde de nuit
- 1972 : Les Boulevards de ceinture — grand prix du roman de l'Académie française
- 1975 : Villa Triste — prix des Libraires
- 1977 : Livret de famille
- 1978 : Rue des Boutiques obscures — prix Goncourt
- 1981 : Une jeunesse
- 1981 : Memory Lane (avec des dessins de Pierre Le-Tan)
- 1982 : De si braves garçons
- 1985 : Quartier perdu
- 1986 : Dimanches d'août
- 1988 : Remise de peine
- 1989 : Vestiaire de l'enfance
- 1990 : Voyage de noces
- 1991 : Fleurs de ruine
- 1992 : Un cirque passe
- 1993 : Chien de printemps
- 1996 : Du plus loin de l'oubli
- 1997 : Dora Bruder
- 1998 : Aux jours anciens (nouvelle parue dans Elle)
- 1999 : Des inconnues
- 2001 : La Petite Bijou
- 2003 : Accident nocturne
- 2005 : Un pedigree
- 2007 : Dans le café de la jeunesse perdue
- 2010 : L'Horizon
- 2012 : L'Herbe des nuits
- 2014 : Pour que tu ne te perdes pas dans le quartier
- 2017 : Souvenirs dormants
- 2019 : Encre sympathique
- 2021 : Chevreuse[86]
- 2023 : La Danseuse
- 2025 : 70 bis, entrée des artistes, avec Christian Mazzalaï

### Littérature d'enfance et de jeunesse
- 1986 : Une aventure de Choura (illustré par Dominique Zehrfuss)
- 1987 : Une fiancée pour Choura (illustré par Dominique Zehrfuss)
- 1988 : Catherine Certitude (avec le dessinateur Sempé)

### Théâtre
- 1974 : La Polka (créée à Paris, au Théâtre du Gymnase, le 15 mai 1974, dans une mise en scène de Jacques Mauclair)[87],[88],[note 4]
- 1983 : Poupée blonde (avec des dessins de Pierre Le-Tan)
- 2017 : Nos débuts dans la vie

### Essais et discours
- 1990 : Paris Tendresse (avec des photographies de Brassaï)
- 1996 : Elle s'appelait Françoise (avec Catherine Deneuve)
- 2002 : Éphéméride
- 2015 : Discours à l’Académie suédoise[89], Paris, Gallimard, coll. « Blanche », 2015  (ISBN 978-2-07-014906-3)

### Préfaces
- 1976 : Interrogatoire d'Emmanuel Berl suivi d’Il fait beau, allons au cimetière, Gallimard
- 1980 : Cahiers de Malte Laurids Brigge de Rainer Maria Rilke. Seuil, coll. « Points-roman » no 7
- 2000 : Automne à Berlin de Joseph Roth, La Quinzaine littéraire/Louis Vuitton.
- 2005 : Serons-nous vivantes le 2 janvier 1950 ? de Françoise Verny, éditions Grasset (ISBN 224657871X)
- 2008 : Journal[90] d'Hélène Berr, éditions Tallandier
- 2009 : À l'ouest rien de nouveau[91] d’Erich Maria Remarque, éditions Stock
- 2010 : La Guerre des cancres de Bertrand Matot, éditions Perrin (ISBN 226203334X)
- 2015 : Rien où poser sa tête de Françoise Frenkel, Gallimard, coll. « L'arbalète »  (ISBN 2070108392)
- 2018 : Police des temps noirs, France 1939-1945 de Jean-Marc Berlière, éditions Perrin  (ISBN 226203561X)

### Chansons
Patrick Modiano a écrit en 1967 une vingtaine de chansons mises en musique par Hughes de Courson. Certaines ont fait l'objet d'un disque intitulé Fonds de tiroir — regroupant douze morceaux : trois instrumentaux plus neuf chansons sur des textes de Modiano —, paru en 1979 aux éditions Ballon noir et passé inaperçu à l'époque. L'album est édité en CD en 1997, aux éditions Masq, et réédité en 2005 sous le titre Fonds de tiroirs 1967.
On dénombre aussi quatre chansons pour Françoise Hardy, Étonnez-moi Benoît… ! (interprétée en 1968 sur le disque suivant son tube Comment te dire adieu), San Salvador et Je fais des puzzles (adaptation en français de la chanson Magic Horse de Micky Jones) qui figurent sur l'album Soleil sorti en 1970 et À cloche-pied sur la grande muraille de Chine (version française de Soon Is Slipping Away de Tony Macaulay), plus une autre pour Régine, L’Aspire-à-cœur (qui figure sur l'album La Fille que je suis en 1970), une pour Henri Seroka (Les oiseaux reviennent, titre évoqué dans Livret de famille) et une pour Myriam Anissimov (À tout petits petits petons).
Trois chansons (Les Escaliers, Le Commandeur et Mélé-cass issue des Fonds de tiroirs) figurent également au répertoire de la comédienne Mona Heftre.
Deux chansons tirées des Fonds de tiroir (La Coco des enfants sages et Les Escaliers) figurent au répertoire de Casse-Pipe et ont été enregistrées par ce groupe sur leur premier disque Chansons Noires - Tome 1 en 1993.

### Prix littéraires (récapitulatif)
- 1968 : prix Roger-Nimier et prix Fénéon pour La Place de l'Étoile
- 1972 : grand prix du roman de l'Académie française pour Les Boulevards de ceinture
- 1976 : prix des Libraires pour Villa Triste
- 1978 : prix Goncourt pour Rue des Boutiques obscures
- 1984 : prix littéraire Prince-Pierre-de-Monaco pour l'ensemble de son œuvre
- 1990 : prix Relay[93] pour Voyage de noces
- 2000 : grand prix de littérature Paul-Morand pour son œuvre[94]
- 2002 : prix Jean-Monnet de littérature européenne du département de la Charente[95] pour La Petite Bijou
- 2010 : prix mondial Cino-Del-Duca pour l'ensemble de son œuvre[96],[97]
- 2011 : prix de la BnF[98] et prix Marguerite-Duras pour l’ensemble de son œuvre
- 2012 : prix de l'État autrichien pour la littérature européenne
- 2014 : prix Nobel de littérature

## Filmographie

### Scénariste
- 1974 : Lacombe Lucien de Louis Malle,
- 1975 : Un innocent[note 7] de Nadine Trintignant, dans la série télévisée Madame le juge, scénario et dialogues[80]
- 1995 : Le Fils de Gascogne de Pascal Aubier
- 2003 : Bon Voyage de Jean-Paul Rappeneau

### Acteur
- 1997 : Généalogies d'un crime de Raoul Ruiz : Bob

### Adaptations de ses romans
- 1983 : Une jeunesse de Moshé Mizrahi, scénario d'après son roman homonyme
- 1994 : Le Parfum d'Yvonne de Patrice Leconte, adaptation de Villa Triste
- 2001 : Te quiero de Manuel Poirier, adaptation de Dimanches d'août
- 2006 : Charell (moyen métrage) de Mikhaël Hers, adaptation d'après De si braves garçons
- 2009 : Des gens qui passent (téléfilm) d'Alain Nahum, adaptation de Un cirque passe

## Décorations
- 2022 :  Commandeur de la Légion d'honneur[99] (officier en 2014[100], chevalier en 1996[101])
- 1994 :  Commandeur de l'ordre des Arts et des Lettres le 16 juin 1994[102]

## Hommages

### Odonymie
La municipalité de Bessancourt dans le Val-d'Oise a donné le nom de l'écrivain à l'une des rues de la commune.

### Le Baiser Modiano
En 2004, Vincent Delerm écrit et compose sur son deuxième album, Kensington Square, une chanson qui s'intitule Le Baiser Modiano ; elle raconte le souvenir d'un baiser donné le jour où les protagonistes auraient croisé Modiano, tout cela dans une ambiance brumeuse de cafés et de squares parisiens typiques de certains livres de Modiano,.
Delerm y cite notamment le square Carpeaux du 18e arrondissement de Paris (au-dessus duquel habitait sa grand-mère qu'il allait visiter le dimanche et qui l'avait inspiré). À la première écoute de cette chanson à la radio, Modiano interviewé à ce sujet avoue qu'il a eu peur, se demandant comment Delerm avait pu savoir qu'il fréquentait cet endroit dans sa jeunesse et ajoutant : « Il y a un truc,,. »